# Рояк (село)
Рояк е село в Североизточна България. То се намира в община Дългопол, Варненска област.
1

## География
Село Рояк се намира в северната част на общ. Дългопол, Варненска област, Североизточен район на страната. Граничи с Дългопол и със селата Китен, Блъсково, Комарево и Чайка. Землище – 18 472 дка.
Рояк отстои (по права линия) на 5 км североизточно от Дългопол, на 12 км югозападно от Провадия, на 45 км западно-югозападно от Варна и на 330 км източно от София.
Птиците почиват в Рояк на път за топлите страни.

## История
Първото известно име на селото е Птичи връх. Според местни хора, то е основано през ХVІІІ век от двама българи, пастири от близкото село Чайка. По Османско време се е наричало Куш тепе (1873, 1878), което е и букваленият му превод от турски език. Произлиза от „kuş“ – птица5 и „tepe“ – връх, хълм.
След Освобождението името на селото се изписва Куш-тепе (1880, 1900, 1905, 1910, 1930), Куш-Тепе (1887, 1892, 1894).
През 1910 г. Комисия Ралчов предлага за с. Куш-тепе названието „Птичи върх“, като пояснява: ”Превод“. Комисия 1931 получава предложение старото българско име на Куш-тепе да бъде възстановено. Разглеждат се два варианта – Птиче връх и Птичи връх и е утвърден вторият.
Със ЗМВРНЗ № 3775, обн. на 7 декември 1934 г., с. Куш-тепе е преименувано на Рояк, название звучащо близко до старите му имена. Димитър Златарски споделя, че селото е било малко и бързо се е наРОИло. От там е дошло и името Рояк. Според В. Миков и П. Делирадев, в случая Рояк означава „червено-жълт“ (от цвета на залязващото слънце или от есенните багри по растителността).
След Кримската война (1853 – 1856) в Куш тепе се преселват турци и татари. Техни наследници в най-ново време са Хаджи Казак Салих, Хаджи Мехмед, Лятифовите и др. Известно е и присъствието на Судански род, за родоначалник на който се смята жена на име Джемиле. За нея се разказва предание, според което като дете Джемиле е отвлечена и продадена като робиня в Провадия. Тя се жени за Дауд от Куш тепе.
Друга версия за първия жител на селото е преселник на име Димитър от град Чорлу (на стотина км западно от Истанбул). Той се заселва в края на ХІХ век. След него идва семейството на Петър – майстор колар от Добрич.
Разказ за Вълчо, отгледан от Гюлсюм. Нападение на националисти от Ново село над мюсюлманите от Куш тепе.
След подписване на Одринския мирен договор (1829) в Куш тепе (Рояк) идват българи преселници от Гердеме (Хлябово) и други села от Каваклийско (Тополовградско).
През 1951 г. много турски семейства се изселват в югоизточната ни съседка. На тяхно място идват двадесетина български фамилии от Аспарухово, Дългопол, Цонево и други села. По време на кооперирането на земята, много от българите се завръщат в родните си селища (около 1961 г.). В Рояк остават 2 – 3 български домакинства.

## Население
Численост на населението според преброяванията през годините:
| \| Година на преброяване \| Численост \| \| --------------------- \| --------- \| \| 1934 \| 895 \| \| 1946 \| 762 \| \| 1956 \| 760 \| \| 1965 \| 695 \| \| 1975 \| 587 \| \| 1985 \| 510 \| \| 1992 \| 430 \| \| 2001 \| 325 \| \| 2011 \| 272 \| \| 2021 \| 315 \| |           |
| Година на преброяване | Численост |
| 1934 | 895       |
| 1946 | 762       |
| 1956 | 760       |
| 1965 | 695       |
| 1975 | 587       |
| 1985 | 510       |
| 1992 | 430       |
| 2001 | 325       |
| 2011 | 272       |
| 2021 | 315       |

### Етнически състав

#### Преброяване на населението през 2011 г.
Численост и дял на етническите групи според преброяването на населението през 2011 г.:
|                     | Численост | Дял (в %) |
| Общо                | 272       | 100.00    |
| Българи             | 3         | ?         |
| Турци               | 268       | 98.52     |
| Цигани              | –         | –         |
| Други               | ?         | ?         |
| Не се самоопределят | –         | –         |
| Неотговорили        | –         | –         |

## Религии
През Османската епоха в центъра на селото е построена джамия. С Решение на Експертния съвет на НИПК от 16.ХІ.1971 г. тя е обявена за паметник на културата от местно значение.
Рояк е чисто мюсюлманско село. В началото на миналия век са живели и християни, но са се изселили. Малкото на брой деца учат в Дългопол и Провадия.

## Обществени институции
Първото читалище в селото се казва „Гайрет“ (Търпение). Първи председател е Фикри Хюсеинов. Помещава се в неговата къща. Около 1935 г. той се изселва в Турция. Има издадена стихосбирка в южната ни съседка. Синът му Айтач е ядрен физик, завършил в Кембридж, Великобритания. Днес е пенсионер, живее в Анкара.
С Решение на Експертния съвет на НИПК от 16.ХІ.1971 г. къщите на Исмаил Ахмедов, Атче Сахирова, Ибрям Хасанов, Шакир Мустафов, Кадир Рушидов, Исмаил Мехмедов и Мустафа Хакиев са обявени за паметници на културата от местно значение.

## Личности
- Доц. д-р Мустафа Асан Мустафа - преподавател по компютърни науки в Университета в Манчестър
- Суави Басри Хаджи (1956, Рояк). Депутат от ДПС.
- Д-р Рийза Мустафа (? Рояк). Хирург. До 1989 г.работи в Провадия, а след това се изселва в Турция.
- Доц. Исмаил Ахмед Гердемели
- Юмер Фикриев – заслужил треньор по борба, журналист и писател. Живее в Разград[5]
- Петко Александров. Момичето от Птичи връх. Н. д., 2.ІІІ.1983.